# 笑社
笑社（しょうしゃ）は、江戸時代後期、儒者の頼山陽が平安（京都）において活動の拠点とした文人結社の名。化政期（1804年 - 1830年）以降、平安（京都）や浪華（大阪）を中心に、文人の交遊は崎陽（長崎）・豊後（大分）・尾張（名古屋）から北国街道（北陸）・江戸（東京）・奥羽（東北）に至るネットワークを形成し、これにより、日本各地へ書画や煎茶の文化が拡がっていった。

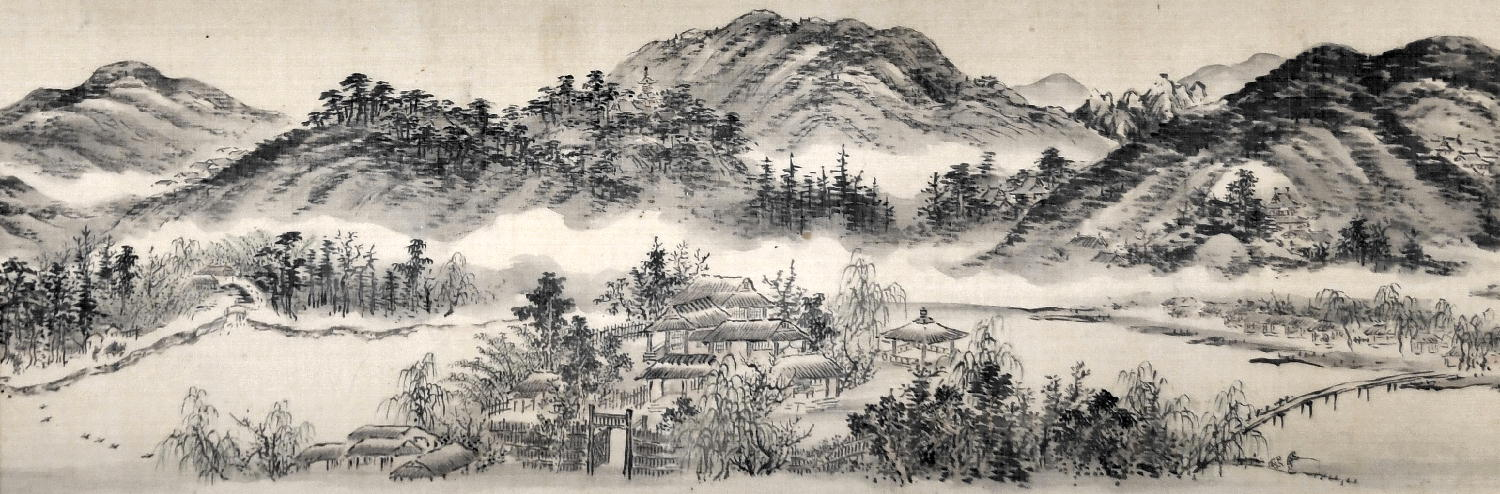
菅井梅関 【水西荘図巻】　　　（文人画研究会蔵）

## 概要
文化8年（1811年）、山陽が平安の新町通丸太町上ルに定住して私塾を開いて以来、文政6年に至るまで続き、文政7年に「真社」と改名してからは、社中に「旧社」と呼ばれている。木崎愛吉（号は好尚 1866年 - 1944年）は「笑社は『笑い会』と呼ばれ、同好相会して、月の例会には、各自輪番にその自宅を会場に充て、古書画・骨董を持寄って、その品評を闘わせつつあった。山陽の『笑社記』には『文化十二年乙亥之秋』撰すとあり、その頃が尤も盛んな時代であったらしい」と述べている。

## 社中
- 頼山陽
- 浦上春琴
- 篠崎小竹
- 小石元瑞
- 大窪詩仏
- 柏木如亭
- 武元登々庵
- 小野泉蔵
- 小田海僊
- 山本梅逸
- 大含（末広雲華）
- 田能村竹田
- 村瀬藤城
- 村瀬秋水
- 後藤松陰
- 江馬細香
- 寺島蔵人
- 菊池五山
- 菅井梅関
- 高久靄厓
- 大雅堂辰亮（月峰）
- 大雅堂義亮
- 大雅堂定亮
- 大雅堂清亮